# Philipp Petzschner
Philipp Petzschner (Bayreuth, 24 de Março de 1984) é um tenista profissional alemão, seu melhor ranking foi de número 35° do mundo em simples e 19º em duplas. Suas maiores conquistas são o título de duplas de Wimbledon, obtido em 2010, e US Open 2011. 

## Grand Slam finais

### Duplas: 2 (2–0)
| Resultado | Ano  | Campeonato | Piso  | Parceiro      | Oponentes                            | Placar        |
| --------- | ---- | ---------- | ----- | ------------- | ------------------------------------ | ------------- |
| Campeão   | 2010 | Wimbledon  | Grama | Jürgen Melzer | Robert Lindstedt Horia Tecău         | 6–1, 7–5, 7–5 |
| Campeão   | 2011 | US Open    | Duro  | Jürgen Melzer | Mariusz Fyrstenberg Marcin Matkowski | 6–2, 6–2      |

## ATP Tour finails

### Simples: 3 (1–2)
| Legenda                         |
| ------------------------------- |
| Grand Slam (0)                  |
| ATP World Tour Finals (0)       |
| ATP World Tour Masters 1000 (0) |
| ATP World Tour 500 Series (1–0) |
| ATP World Tour 250 Series (0–2) |

| Resultado | N. | Data             | Torneio                                   | Piso     | Oponente              | Placar             |
| --------- | -- | ---------------- | ----------------------------------------- | -------- | --------------------- | ------------------ |
| Campeão   | 1. | Outubro 12, 2008 | Bank Austria-TennisTrophy, Viena, Áustria | Duro (i) | Gaël Monfils          | 6–4, 6–4           |
| Vice      | 1. | Junho 12, 2011   | Gerry Weber Open, Halle, Alemanha         | Grama    | Philipp Kohlschreiber | 6–7(5–7), 0–2 ret. |
| Vice      | 2. | Junho 23, 2012   | UNICEF Open, 's-Hertogenbosch, Holanda    | Grama    | David Ferrer          | 3–6, 4–6           |

### Duplas: 9 (6–3)
| Legend                          |
| ------------------------------- |
| Grand Slam tournaments (2–0)    |
| ATP World Tour Finals (0)       |
| ATP World Tour Masters 1000 (0) |
| ATP World Tour 500 Series (1–1) |
| ATP World Tour 250 Series (3–2) |

| Resultado | N. | Data               | Torneio                                              | Piso     | Parceiro        | Oponentes                            | Placar                |
| --------- | -- | ------------------ | ---------------------------------------------------- | -------- | --------------- | ------------------------------------ | --------------------- |
| Vice      | 1. | Outubro 12, 2008   | Bank Austria-TennisTrophy, Viena, Áustria            | Duro (i) | Alexander Peya  | Max Mirnyi Andy Ram                  | 1–6, 5–7              |
| Campeão   | 1. | Fevereiro 7, 2010  | PBZ Zagreb Indoors, Zagreb, Croácia                  | Duro (i) | Jürgen Melzer   | Arnaud Clément Olivier Rochus        | 3–6, 6–3, [10–8]      |
| Campeão   | 2. | Julho 3, 2010      | Wimbledon, Londres                                   | Grama    | Jürgen Melzer   | Robert Lindstedt Horia Tecău         | 6–1, 7–5, 7–5         |
| Vice      | 2. | Julho 18, 2010     | MercedesCup, Stuttgart, Alemanha                     | Saibro   | Christopher Kas | Carlos Berlocq Eduardo Schwank       | 6–7(5–7), 6–7(6–8)    |
| Campeão   | 3. | Fevereiro 13, 2011 | ABN AMRO World Tennis Tournament, Rotterdam, Holanda | Duro (i) | Jürgen Melzer   | Michaël Llodra Nenad Zimonjić        | 6–4, 3–6, [10–5]      |
| Campeão   | 4. | Julho 16, 2011     | MercedesCup, Stuttgart, Alemanha                     | Saibro   | Jürgen Melzer   | Marcel Granollers Marc López         | 6–3, 6–4              |
| Campeão   | 5. | Setembro 10, 2011  | US Open, New York, EUA                               | Duro     | Jürgen Melzer   | Mariusz Fyrstenberg Marcin Matkowski | 6–2, 6–2              |
| Vice      | 3. | Janeiro 7, 2012    | Brisbane International, Brisbane, Austrália          | Duro     | Jürgen Melzer   | Max Mirnyi Daniel Nestor             | 1–6, 2–6              |
| Campeão   | 6. | 19 Outubro 2014    | Erste Bank Open, Vienna, Áustria                     | Duro (i) | Jürgen Melzer   | Andre Begemann Julian Knowle         | 7–6(8-6), 4–6, [10-7] |

## Grand Slam performance em Simples
Até Australian Open de 2015.
| Torneio          | 2007 | 2008 | 2009 | 2010 | 2011 | 2012 | 2013 | 2014 | 2015 | V-D   |
| ---------------- | ---- | ---- | ---- | ---- | ---- | ---- | ---- | ---- | ---- | ----- |
| Grand Slam       |      |      |      |      |      |      |      |      |      |       |
| Australian Open  | A    | A    | 1R   | 1R   | 1R   | 2R   | A    | A    | Q2   | 1–4   |
| Aberto da França | A    | A    | 2R   | 1R   | 2R   | 1R   | 1R   | A    |      | 2–5   |
| Wimbledon        | A    | 2R   | 3R   | 3R   | 1R   | 2R   | 1R   | A    |      | 6–6   |
| US Open          | 2R   | A    | 2R   | 2R   | 2R   | 2R   | 1R   | Q2   |      | 5–6   |
| V-D              | 1–1  | 1–1  | 4–4  | 3–4  | 2–4  | 3–4  | 0–3  | 0–0  | 0–0  | 14–21 |

## Grand Slam performance em Duplas
Até o US Open de 2013.
| Grand Slam       |     |     |     |     |     |      |     |     |  |       |
| Australian Open  |     | 1R  |     | 2R  | 3R  | QF   | 3R  |     |  | 8–5   |
| Aberto da França | 1R  |     |     | 1R  | 1R  | 1R   | 3R  | 1R  |  | 2–6   |
| Wimbledon        | 2R  |     | QF  | 2R  | V   | QF   | SF  |     |  | 18–5  |
| US Open          | 2R  |     | QF  | 1R  | 1R  | V    | 2R  | 1R  |  | 11–6  |
| V-D              | 2–3 | 0–1 | 6–2 | 2–4 | 8–3 | 12–3 | 9–4 | 0–2 |  | 39–22 |

## Ligações Externas
- Perfil na ATP
- Website Philipp Petzschner